# Geografia Południowej Afryki

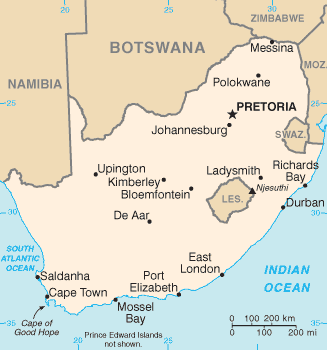
Mapa Południowej Afryki

Południowa Afryka jest dużym państwem położonym w Afryce Południowej, które z trzech stron oblewają wody oceanów: Atlantyckiego na zachodzie i Indyjskiego na wschodzie. Na południu te oceany łączą się ze sobą w rejonie Basenu Agulhas.

## Powierzchnia i granice
Powierzchnia – 1 219 912 km²
Skrajne punkty – północny 22°07'S, południowy 34°52'S, zachodni 16°39'E, wschodni 32°56'E. Kraj jest szeroki na około 890 km i długi (północny wschód – południowy zachód) na około 1600 km.
Republika Południowej Afryki graniczy z następującymi państwami:
- Botswana – 1840 km
- Lesotho – 909 km, ten kraj jest zarazem enklawą RPA
- Mozambik – 491 km
- Namibia – 855 km
- Eswatini – 430 km
- Zimbabwe – 225 km

Długość linii brzegowej wynosi 2798 km.

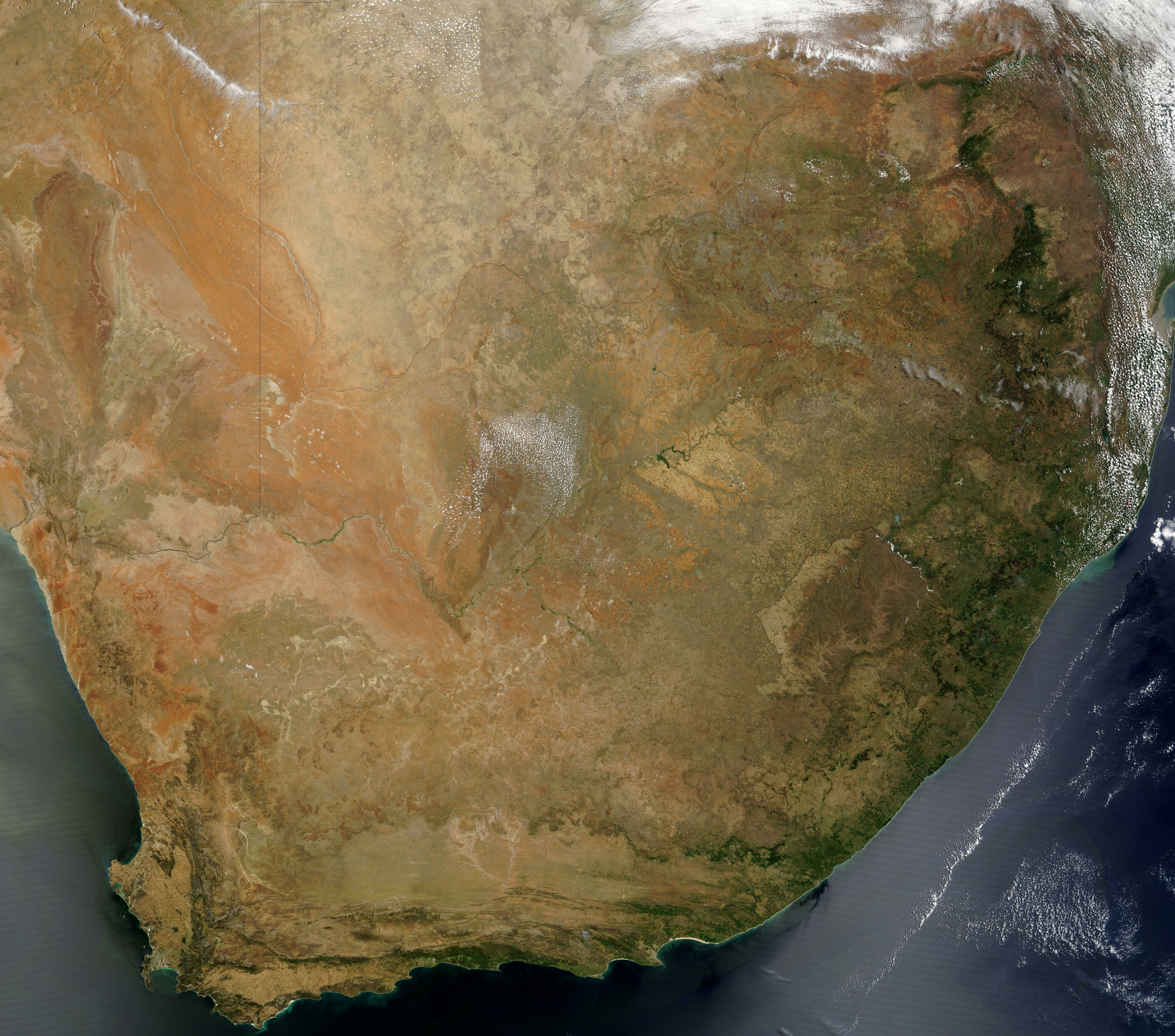
Zdjęcie satelitarne RPA

## Budowa geologiczna i rzeźba
Południowa Afryka jest w większości obszarem leżącym na platformie prekambryjskiej, a jej utwory znajdują się miejscami bezpośrednio na powierzchni. W innych miejscach podłoże to jest przykryte młodszymi osadami. Kraj spoczywa na bardzo starym podłożu, gdzie wiek gnejsów w dolinie rzeki Limpopo szacowany jest na 4 mld lat. Dzięki temu na jego obszarze zachował się największy i jeden z najstarszych potwierdzonych obecnie kraterów uderzeniowych na Ziemi, paleoproterozoiczny krater Vredefort. Także drugi co do wielkości krater w Afryce, znacznie młodszy krater Morokweng, znajduje się w RPA. Młodsze skały metamorficzne występują we wschodnim i północnym Transwalu (północno-wschodnia część kraju) oraz w północno-zachodniej części kraju. Intensywne procesy metamorficzne i wulkaniczne, jakie miały tu miejsce, przyczyniły się do utworzenia bogactw mineralnych, które posiada RPA. Centralna i południowa część kraju jest zdominowana przez karbońskie skały osadowe.
Inną budową geologiczną cechują się leżące na południu kraju Góry Przylądkowe. Są one zbudowane z piaskowców i kwarcytów, które zostały sfałdowane pod koniec orogenezy waryscyjskiej (koniec triasu). Wznosząca się w sąsiedztwie Kapsztadu Góra Stołowa jest zbudowana z leżących poziomo twardych piaskowców, czyli podobnie jak Góry Przylądkowe. Cały obszar kraju leży na południowej części krystalicznej tarczy afrykańskiej.
Kraj jest wyżynny, średnia wysokość nad poziomem morza przekracza 1000 m. Trzy czwarte powierzchni kraju leży ponad 600 m n.p.m., a połowa kraju powyżej 1000 m n.p.m. Jedynie niewielki obszar na północnym wschodzie jest terenem nizinnym (nie licząc bardzo wąskiej niziny na pobrzeżach oceanów) i stanowi on część Niziny Mozambickiej. Jest to obszar o nazwie Natal, którego północna część jest nizinną i zabagnioną równiną.

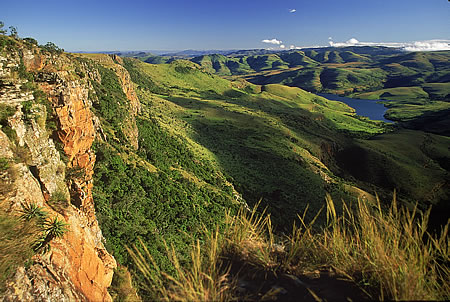
Góry Smocze

Od obniżenia Kotliny Kalahari teren podnosi się i osiąga najwyższe wysokości w południowo-wschodniej części kraju. Obniżenie leżące na północy kraju wznosi się na wysokość od 900 do 1000 m n.p.m. i ma charakter równiny urozmaiconej pagórami wydmowymi i dolinami rzek okresowych. W kierunku południowym Kotlina Kalahari przechodzi stopniowo w Średni Weld, który jest wyżynnym regionem, wnoszącym się do 1300 m n.p.m. Średni Weld jest w zasadzie płaskowyżem o mało urozmaiconej powierzchni. Całość, czyli Średni Weld i obniżenie Kalahari, jest otoczona Wysokim Weldem. Teren ów wznosi się na wysokość do 2000 m n.p.m. i ma postać rozległej, miejscami falistej wyżyny. Najwyższy region RPA stanowi bazaltowy płaskowyż Lesotho, który osiąga 3000 m n.p.m. W pobliżu leżą najwyższe góry kraju: Thabana Ntlenyana (3482 m n.p.m.), Njesuthi (3408 m n.p.m.) i Giant’s Castle (3315 m n.p.m.) w paśmie Gór Smoczych). W północno-wschodniej części kraju leży Wyżyna Transwalska o średniej wysokości 1500 m n.p.m. Poza obszarem Wyżyn Wewnętrznych teren opada wyraźnym progiem Wielkiej Krawędzi, która ciągnie się mniej więcej równolegle do wybrzeża na odcinku 2000 km. Wschodnią część kraju stanowią Góry Smocze, a na południu Góry Śnieżne, natomiast zachodnia część kraju to Roggeveldberge i Kamiesberge.
Strefa wybrzeża jest pod względem rzeźby silnie urozmaicona. W północnym Natalu jest płaska (część Niziny Mozambickiej), dalej na zachód teren podnosi się i staje się bardziej urozmaicony. Jest to obszar Niskiego Weldu, gdzie licznie występują wzgórza o wysokości rzędu 200–500 m n.p.m. W kierunku południowym do Gór Przylądkowych ciągnie się falista Wyżyna Natalu (Natal dzieli się na północny nizinny i wyżynny na południu). Jego wyżynna część ciągnie się właśnie do Gór Przylądkowych, które znajdują się na południowych krańcach RPA, ciągnąc się równolegle do wybrzeża. Ich średnia wysokość wynosi około 1800 m n.p.m., a najwyższy szczyt – Matroosberg o wysokości 2249 m n.p.m. W południowo-zachodniej część kraju leży równinne Karru Wysokie, położone na wysokości 600–1000 m n.p.m.
Cały system wyżyn i gór jest otoczony wąskim na 20–100 km nizinnym regionem nadmorskim.

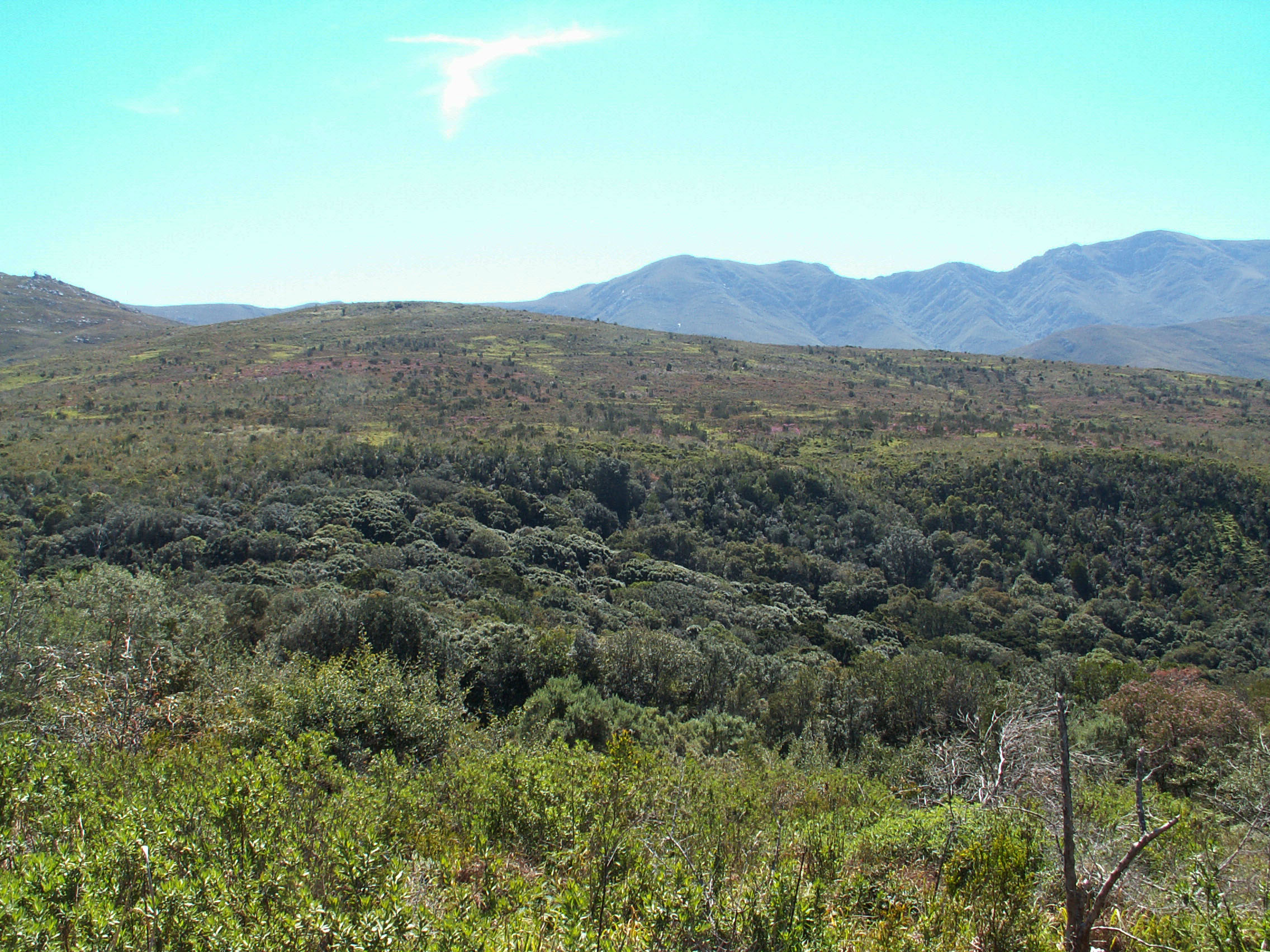
Górzyste tereny na wschodzie kraju

## Klimat
Region afrykańskiego lądu, na którym jest położona Republika Południowej Afryki, jest w większości obszarów zdominowany przez klimat zwrotnikowy, a na południowych krańcach – podzwrotnikowy typu śródziemnomorskiego.
Na kształtowanie się klimatu RPA największy wpływ wywierają położenie geograficzne, rzeźba terenu i prądy morskie. Położenie na obszarze zwrotnikowych szerokości geograficznych na skraju kontynentu w obrębie wielkich zbiorników wodnych określa podstawowe cechy cyrkulacji powietrza. W okresie zimowym nad tą częścią Afryki utrzymuje się wyż baryczny, a z jego środka wieją suche wiatry w kierunku oceanu. Latem, kiedy obszar Kalahari jest silnie nagrzany przez słońce, tworzy się ośrodek niżowy. Znad oceanu napływa wtedy wilgotne powietrze, które przynosi opady deszczu. W kraju przeważają pasatowe wiatry wschodnie znad Oceanu Indyjskiego. Obszar podzwrotnikowy na południu, a zwłaszcza południowo-zachodnia część, cechuje się suchymi i gorącymi latami i ciepłymi deszczowymi zimami.
Wpływ na pogodę w regionie nadbrzeżnym mają prądy morskie. Po wschodniej stronie dominuje ciepły prąd Agulhas, a od zachodu nad Atlantykiem zimny Prąd Benguelski. Masy powietrza ochładzają się nad Atlantykiem i tracą wilgoć, przez co nie przynoszą opadów. Jest to główna przyczyna istnienia m.in. pustyni Namib i faktu, że zachodnie wybrzeże RPA jest suche. Zaś po wschodniej stronie jest ono wilgotne, nie ma więc tam pustyń. Także góry i ich znaczne wysokości w dużej mierze modyfikują klimat.

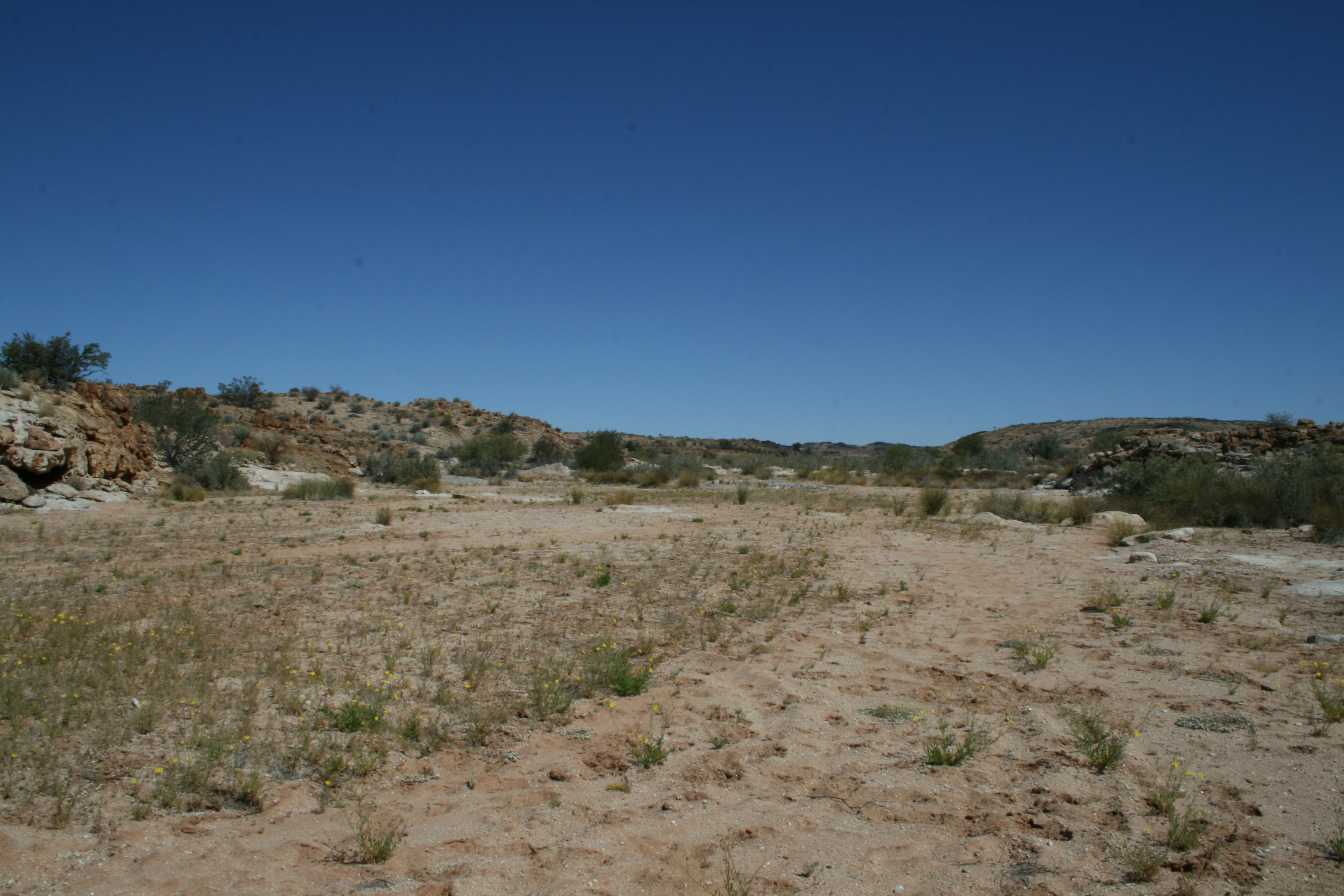
Suche obszary w zachodniej części RPA

Temperatury w RPA są niższe niż w przypadku takich samych szerokości geograficznych na północy. Średnie roczne temperatury wahają się od 12 °C do 23 °C w zależności o wysokości nad poziomem morza.
Obszar RPA charakteryzuje duża roczna amplituda temperatur; średnia temperatura w najchłodniejszym miesiącu wynosi około 14 °C na zachodnim wybrzeżu (sierpień) do 18 °C na wschodnim i południowo-wschodnim wybrzeżu (lipiec), w najcieplejszym miesiącu (styczeń) od 17 °C na wschodnim wybrzeżu do 25–27 °C; na południowym zachodzie. Najwyższe temperatury występują na obszarze Kalahari, średnie wartości wahają się od 26 do 28 °C. Występują duże wahania dobowe, co oznacza, że w dzień występują duże upały, a w nocy jest zimno. Wysoko w górach jest oczywiście chłodno, w lipcu na Wyżynach Wewnętrznych temperatury wahają się od 5 do 8 °C. Występują przymrozki do 100 dni w najwyższych partiach gór. Obszary wysoko położone w okresie zimowym są nawiedzane przez opady śniegu.
Opady atmosferyczne są silnie zróżnicowane pod względem wielkości, rozkładu rocznego i terytorialnego. Najwyższe opady, ponad 1000 mm rocznie, występują we wschodniej części kraju, natomiast na zachodzie są one niskie. Średnio zachodnia część kraju otrzymuje rocznie około 600 mm. Wnętrze kraju i ogólnie jego centralna część to opady rzędu 400–800 mm. Zachodnie wybrzeże jest suche, średnie opady wynoszą około 300 mm rocznie. Najbardziej suche są obszary północno-zachodnie, obrzeża pustyni Namib. Rocznie spada tam około 25–100 mm wody. Dwie trzecie RPA otrzymują poniżej 500 mm, co jest absolutnym minimum dla rolnictwa, niestosującego sztucznego nawadniania. Obszary wschodnie i centralne mają swoje maksimum opadowe w okresie letnim, natomiast zachodnie – w zimowym. Opady w RPA są nieregularne, co często oznacza powtarzające się niemal co roku susze.

## Wody
Sieć rzeczna jest w zasadzie dobrze rozwinięta, lecz tak jak opady, jest ona nierównomiernie rozłożona. Najwięcej jest rzek we wschodniej i południowej części kraju, należącej do zlewiska Oceanu Indyjskiego. Pozostała część kraju, poza małym obszarem bezodpływowym, to dorzecza należące do zlewiska Oranje, a co za tym idzie do zlewiska Oceanu Atlantyckiego. Główny kontynentalny dział wodny przebiega grzbietem Gór Smoczych. Obszar kotliny Kalahari, Górnego Karru i pustyni Namib jest pozbawionych rzek stałych. Występują tylko rzeki okresowe, a sama Oranje podczas długotrwałych susz wysycha w końcowym odcinku. Wschodnie tereny posiadające gęstą sieć rzeczną cechują się ciekami wodnymi o niewielkiej długości i dużych spadkach. Na tych górskich obszarach występuje wiele wodospadów.
Wspomniana Oranje jest największą rzeką RPA, która w swym dolnym biegu jest także rzeką graniczną z Namibią. Oranje bierze początek z Gór Smoczych i płynąc w kierunku zachodnim na długości 1860 km wpada do Atlantyku. Północne tereny kraju należą do dorzecza Limpopo, które wyznacza granicę z Botswaną i Zimbabwe. Limpopo wpada do Oceanu Indyjskiego. Inną główną rzeką kraju jest Vaal, będąca najdłuższym, prawym dopływem Oranje. Jej źródła znajdują się w Górach Smoczych. Do znanych rzek wschodnich rejonów RPA należy Tugela, gdzie znajduje się najwyższy wodospad Afryki, mający 412 metrów. Wodospad ten składa się z kilku odcinków o łącznej wysokości 948 m. Wiele rzek we wschodniej części kraju ma duży potencjał hydroenergetyczny, przez co są one wykorzystywane przez nieliczne w RPA elektrownie wodne. Większość rzek płynących na obszarze Wyżyn Wewnętrznych płynie w głęboko wyżłobionych dolinach górskich.
Na terenie RPA nie ma większych jezior, poza obszarami centralnymi, gdzie występują płytkie i o okresowym charakterze zbiorniki. Większość z nich jest zasolona.

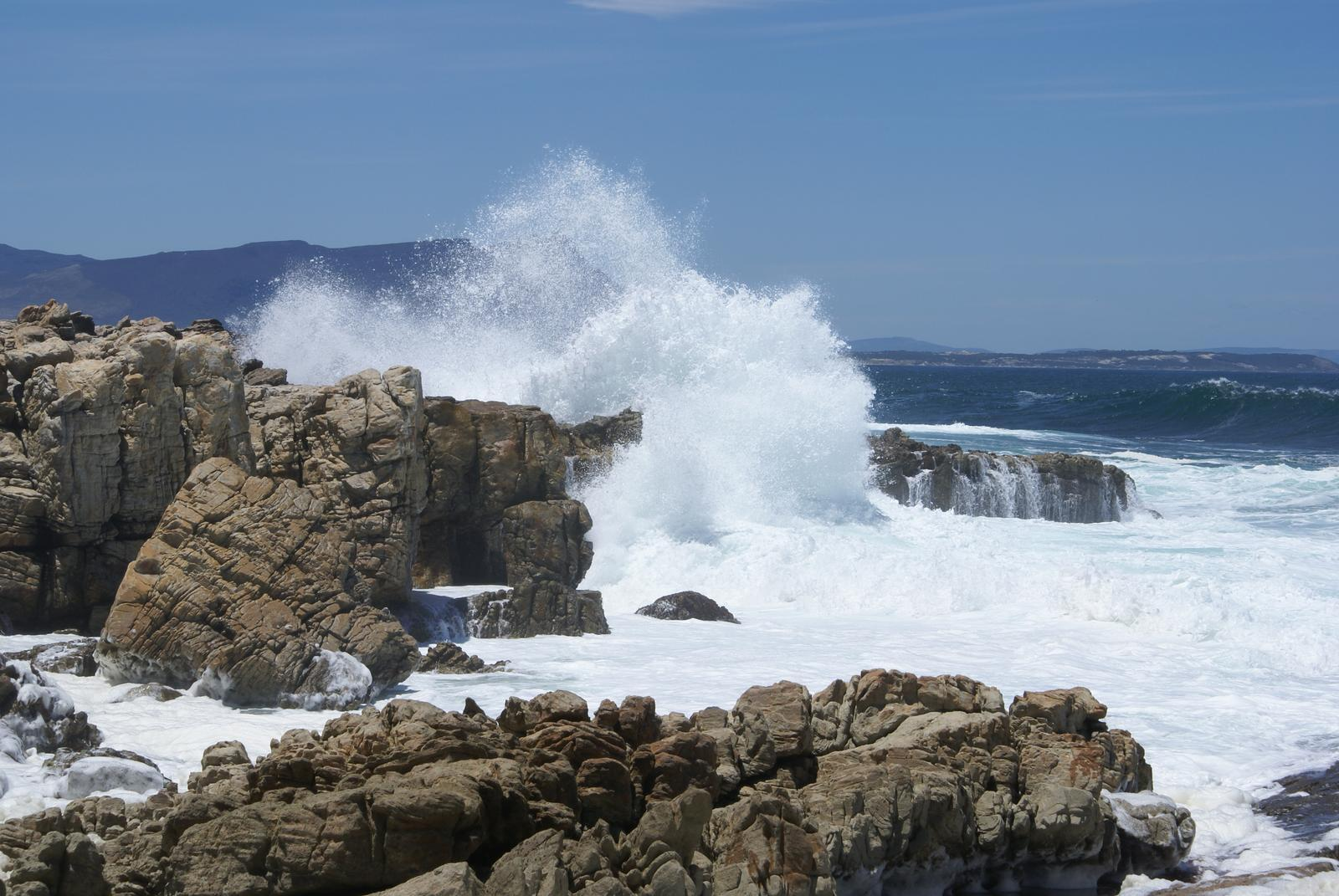
Skaliste wybrzeże w RPA

## Gleby
Rozmieszczenie gleb w RPA jest uzależnione od warunków klimatycznych. Suche obszary, gdzie roczne opady nie przekraczają 400 mm, są pokryte płytkimi, piaszczystymi glebami alkalicznymi barwy jasnobrązowej. Poza nimi występują pustynne szaroziemy – kserosole. Te z kolei zawierają stosunkowo dużo składników mineralnych, jednak ich żyzność jest niewielka. Region Kalahari jest pokryty piaszczystymi arenosolami.
Obszary wyżynne, a zwłaszcza tereny wilgotne, jak Wysoki Weld, są pokryte planosolami i ciężkimi, ale urodzajnymi wertisolami. Gleby te są ubogie w materię organiczną, posiadają jednak składniki mineralne, jak potas, magnez i azot. Poza nimi, na wyżynach oraz w Górach Przylądkowych występują żółte i czarne luwisole, mające ograniczoną przydatność rolniczą.

## Flora
Roślinność RPA jest bardzo zróżnicowana. Wpływ na nią mają warunki klimatyczne, opady oraz gleby. Także wysokość nad poziomem morza i ukształtowanie powierzchni kraju ma istotny wpływ na różnorakie rodzaje roślin, jakie występują na terenie tego ogromnego kraju.
Zachodnia część kraju cechuje się najuboższą roślinnością. Obszary półpustynne na zachodzie i pustynne na północno-zachodnich krańcach RPA porasta sucha roślinność kserofityczna i inne gatunki charakterystyczne dla pustyń, jak cierniste krzewy, aloesy i wilczomlecze. Zachodnie tereny w dużej mierze pokryte są także rzadką roślinnością trawiastą i niskimi krzewami.
Obszary Wyżyn Wewnętrznych, które otrzymują więcej opadów niż zachód RPA, są zdominowane przez stepy. Trawiaste obszary cechują się bogactwem gatunkowym roślin, ale są pozbawione drzew. Głównym gatunkiem traw jest Themeda triandra, która zajmuje dwie trzecie powierzchni stepów. Im dalej na zachód, tym stepy są bardziej przypominają sawanny, gdzie trawy są wysokie i miejscami rosną pojedyncze drzewa. Obszar stepów otoczony jest od południa, wschodu i północy sawannami. Południowa część Kalahari jest porośnięta suchą sawanną z ciernistymi krzewami, a w obniżeniu Limpopo rośnie wysokotrawiasta sawanna, przypominająca sawannę sudańską. Do głównych rodzajów wysokich traw należą: proso, palusznik i Themeda. Na tych obszarach można też spotkać miejscami rosnące skupiska drzew. Na wschodzie kraju rośnie sawanna parkowa z akacjami i baobabami.
Obszary sawann na północy i na wschodzie są także miejscami pokryte przez widne lasy, zwane mopane. Drzewa tychże lasów zrzucają liście w porze suchej. Rejon wschodniego wybrzeża jest porośnięty bardziej wilgotnymi formacjami leśnymi. Występują tam wiecznie zielone, podzwrotnikowe lasy mieszane, zwane knysna. Pierwotnie te lasy zajmowały duże powierzchnie, jednak obecnie jest ich niewiele. Lasy w RPA zajmują jedynie 3% powierzchni.
Inna natomiast jest roślinność na południu kraju. Jest ona florystyczne bardzo oryginalna, przez co wyodrębnione zostało samodzielne państwo roślinne zwane Capensis. Na południowych obszarach RPA dominuje roślinność twardolistnych zarośli, które są podobne do śródziemnomorskich makii. Występuje tam wiele gatunków endemicznych. Wiele gatunków roślin uprawianych w Europie pochodzi właśnie z tego obszaru. Do znanych należą przede wszystkich pelargonie i kalie.
Ważnym faktem jest to, że naturalna szata roślinna w RPA została przekształcona przez człowieka.

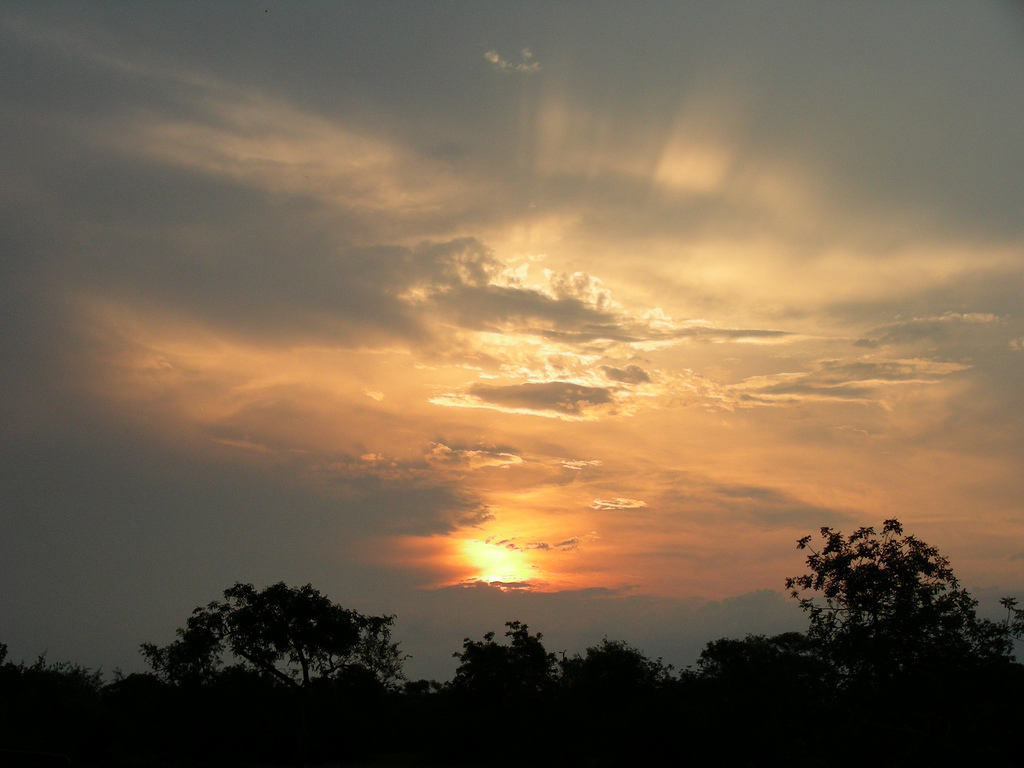
Zachód słońca w parku narodowym Krugera

## Fauna
Świat zwierząt uległ dużym zmianom na przestrzeni lat, a przede wszystkim degradacji wywołanej działalnością człowieka. W RPA występuje wiele gatunków charakterystycznych dla obszarów sawannowych i stepowych, jednak ich liczebność uległa zmniejszeniu.
Do głównych przedstawicieli fauny należą antylopy, zebry, lwy i słonie. W rzekach żyją krokodyle i hipopotamy. Na suchych obszarach spotykane są antylopy gnu oraz drobne zwierzęta, jak jadowite węże i skorpiony. W wielu miastach zmorą są makaki i inne gatunki małp, które zakradają się do mieszkań i kradną żywność. Często także żerują na śmietnikach. Poza makakami występują także pawiany. Świat ptaków jest bardzo bogaty; na suchych terenach występują strusie, a na wybrzeżach południowych afrykańskie gatunki pingwinów. Na pionowych i skalistych wybrzeżach RPA występują duże kolonie albatrosów, słynących z długich wędrówek, jakie rokrocznie odbywają.

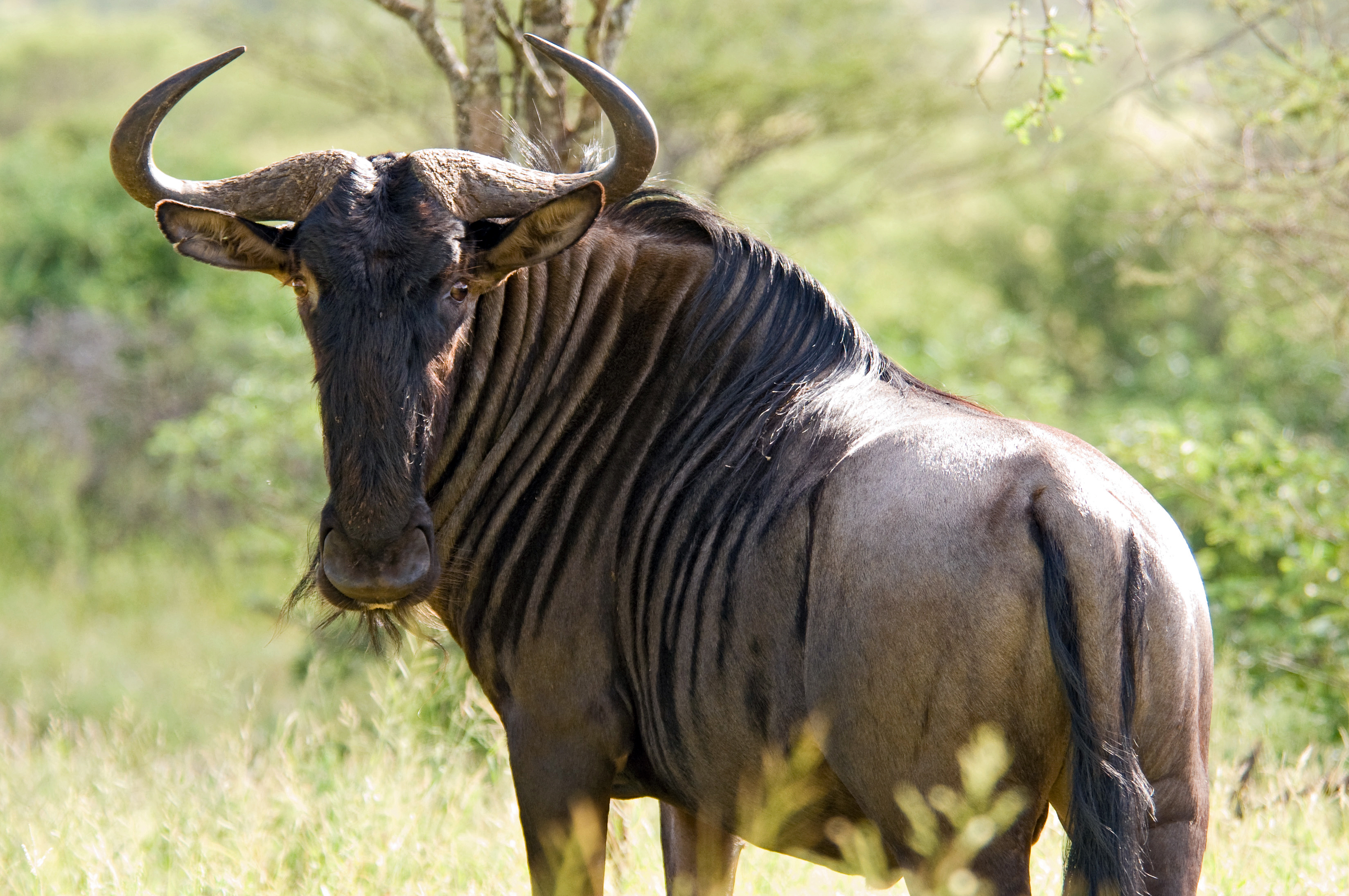
Antylopa gnu w parku Krugera

Świat zwierząt jest względnie bogaty na terenach chronionych. Zajmują one 6% powierzchni kraju, czyli około 70 tysięcy km². Poza parkami narodowymi istnieje wiele małych, prywatnych rezerwatów. Najbardziej znanym i największym parkiem narodowym jest założony w 1926 roku Park Narodowy Krugera. Na ogromnej powierzchni 20 tysięcy km² żyją wielkie stada zwierząt kopytnych, jak antylopy, bawoły i zebry.